# Kang Min-kyung
Kang Min-kyung (hangul: 강민경), född 3 augusti 1990, är en sydkoreansk sångerska och skådespelare.
Hon har varit medlem i den sydkoreanska duogruppen Davichi tillsammans med Lee Hae-ri sedan gruppen debuterade 2008.

## Diskografi

### Singlar
| År   | Titel                               | Topplacering          |
| År   | Titel                               | Sydkorea (Gaon Chart) |
| ---- | ----------------------------------- | --------------------- |
| 2008 | "Happy Together" (med Park Ji-heon) | —                     |
| 2010 | "Udon" (med Son Dong-woon)          | —                     |

### Soundtrack
| År   | Titel                | Topplacering          | Film/Serie      |
| År   | Titel                | Sydkorea (Gaon Chart) | Film/Serie      |
| ---- | -------------------- | --------------------- | --------------- |
| 2012 | "Farewell Is Coming" | —                     | Haeundae Lovers |

## Filmografi

### TV-drama
| År   | Titel            | Kanal | Roll           |
| ---- | ---------------- | ----- | -------------- |
| 2010 | Smile, Mom       | SBS   | Shin Dal-rae   |
| 2011 | Vampire Idol     | MBN   | Kang Min-kyung |
| 2012 | Haeundae Lovers  | KBS2  | Hwang Joo-hee  |
| 2015 | The Dearest Lady | MBC   | Han Ah-reum    |